# 松本文六
松本 文六（まつもと ぶんろく、1942年11月5日 - ）は、日本の医師。社会医療法人財団天心堂会長。日本病院会理事。地域医療研究会代表世話人。大分県病院協会副会長。労働者住民医療機関連絡会議議長。

## 人物
1942年、大分市中戸次の開業医の家に生まれる。九州大学医学部入学後、1968年6月2日のアメリカ軍ファントムジェット機が、九大工学部構内に墜落し（九州大学電算センターファントム墜落事故）、騒然とした中で、医学部学生自治会の委員長となり、8ヵ月に亘るストライキを敢行。
大学闘争の折、インターン制度反対、無給医制度反対の立場をとっていたので、卒業後の研修は大学に入局せず、1971年より小児科医として市中病院で研修・勤務。その間、先天性疾患とみなされていた「筋短縮症」と「未熟児網膜症」の医療被害運動に関わり、いずれもが薬害・医療被害であることを自主検診医師団とともに証明。1976年に日本小児科学会にその予防策を提言させた。
1980年に父親の築いた地域の医療を継承、発展させるべく郷里の大分市に天心堂へつぎ病院を創設。その後、サテライト診療所や介護老人保健施設、訪問看護ステーション、在宅総合ケアセンター、発達障害児デイサービス、乳幼児健康支援デイサービスセンターなどを新しく開設し、保健・医療・福祉の統合された広い意味での地域包括医療・ケアを展開し、地域包括医療・ケアのモデルを大分県内で達成した。30年以上に亘り総合診療医として地域医療の現場に携わっている。
1990年代に入り、“脳死”を前提とした臓器移植が社会問題化する中で、《他人の死を期待する医療》を日本に導入すべきでないと衆議院議員の阿部知子と「脳死・臓器移植を考える委員会」を結成し、反対運動を展開した。1997年7月に成立した「臓器移植法」は世界で最も厳しい臓器移植法と言われた。
2007年には『いのちが一番』をキャッチ・フレーズに、第21回参議院議員通常選挙の大分県選挙区に無所属（社会民主党推薦）で出馬したが落選。
2008年より社会医療法人財団天心堂理事長、2013年より同会長。
2011年以後、反核・反原発運動に関わっている。

### 第21回参議院議員通常選挙
2007年7月29日に実施された第21回参議院議員通常選挙において、大分県選挙区に無所属（社会民主党推薦）で出馬。同選挙区では、過去2回、「大分方式」と呼ばれる、社民党と民主党の候補が交互に出馬する選挙協力を行っており、この参院選は社民党の順番にあたっていた。しかし、民主党大分県連が独自候補である矢野大和の擁立に動いたことから乱戦となり、比例区に転出予定であった現職の後藤博子（国民新党）も本選挙区に出馬。その結果、野党3候補の総得票数は自由民主党候補・礒崎陽輔の得票数を大きく上回っていたものの、共倒れとなって、礒崎が当選した。松本は、当選者の約5万票差の140,287票を獲得し、票数では立候補者5名中3位の得票数であった。

## 略歴
- 1942年11月5日 - 現在の大分県大分市中戸次で生まれる。
- 1955年 - 大分市立戸次小学校卒業
- 1958年 - 大分市立戸次中学校卒業
- 1961年 - 大分県立大分上野丘高等学校卒業
- 1971年 - 九州大学医学部卒業
- 1971年 - 国家公務員共済組合連合会千早病院小児科勤務
- 1980年 - 天心堂へつぎ病院を創立し、院長に就任
- 1985年 - 特定医療法人財団天心堂理事長就任
- 1987年 - 地域医療研究会世話人
- 1988年 - 労働者住民医療機関連絡会議副議長
- 1990年 - 老人保健施設陽光苑を創設
- 1996年 - 大分県病院協会理事
- 1998年 - 大分県老人保健施設協会会長（- 2007年3月）
- 1998年 - 日本病院会大分県代議員、医療経済・税制委員会委員（- 2004年3月）
- 2004年 - 大分大学医学部臨床薬理学臨床教授
- 2006年 - 日本病院会理事・中小病院委員会委員
- 2007年7月 - 第21回参議院議員通常選挙に立候補するも落選
- 2007年11月 - 地域医療研究会代表世話人
- 2008年 - 社会医療法人財団天心堂理事長
- 2010年 - 大分県病院協会副会長
- 2013年 - 労働者住民医療機関連絡会議議長
- 2013年 - 社会医療法人財団天心堂会長

## 著書（共著を含む）
- 注射による筋短縮症（三一書房）
- 地域医療が変わる（ゆみる出版）
- 「脳死」からの臓器移植は何故問題か（ゆみる出版）
- 愛ですか? 臓器移植（社会評論社）
- パンドラの箱を開けたのか-崩れゆく日本の医療（エヌワイ企画）